# ديني تاماكي
ديني تاماكي (باليابانية: 玉城 デニー)، (من مواليد 13 أكتوبر 1959) هو سياسي ياباني والحاكم الحالي لمحافظة أوكيناوا منذ أغسطس 2018.

## الحياة الشخصية
تاماكي متزوج وله ولدان وبنتان.